# Jordana Brewster
Jordana Brewster (Panamaváros, 1980. április 26. –) amerikai színésznő és modell.
1995-ben debütált színésznőként az All My Children egyik epizódjában, majd 1995–2001 között az As the World Turns című szappanopera állandó szereplője lett. Első filmszerepét Robert Rodríguez 1998-ban bemutatott Faculty – Az invázium című horrorfilmjében kapta.
Hírnévre Mia Toretto megformálásával tett szert a Halálos iramban (2002) című akciófilmben és 2023-ig annak hat további folytatásában. Egyéb filmjei közé tartozik a Láthatatlan cirkusz (2001), a D.E.B.S. – Kémcsajok (2004) és A texasi láncfűrészes mészárlás: A kezdet (2006).
Fontosabb televíziós szereplései voltak a Dallas (2012–2014), az American Crime Story (2016) és a Halálos fegyver (2016–2018) című sorozatokban.

## Fiatalkora
Jordana Brewster Panamavárosban (Panama) született 1980. április 26-án, két lánya közül az idősebbikként. Édesanyja, Maria João (Leal de Sousa) egy korábbi brazil fürdőruhamodell, aki a Sports Illustrated 1978-as címlapján jelent meg, édesapja, Alden Brewster pedig amerikai befektetési bankár. Apai nagyapja, Kingman Brewster Jr. volt, a Yale Egyetem elnöke (1963–77) és az Egyesült Államok nagykövete az Egyesült Királyságban (1977–81). Brewster a Mayflower utasainak William Brewster és Edward Doty közvetlen leszármazottja. Tíz éves korában elköltözött Brazíliából és a New Yorkban található Manhattanben telepedett le, ahol a Convent of the Sacred Heart-on tanult és elvégezte a Professional Children's iskolát. 2003-ban, angol nyelven diplomát szerzett a Yale Egyetemen.

## Magánélete
Brewster és Andrew Form filmproducer a A texasi láncfűrészes mészárlás: A kezdet forgatásán találkozott, amelynek Form volt a producere. 2006. november 4-én bejelentették eljegyzésüket, és 2007. május 6-án a Bahama-szigeteken házasodtak össze. Két gyermekük született, Julian  és Rowan. Brewster 2020 közepén válópert kezdeményezett.

## Filmográfia

### Film

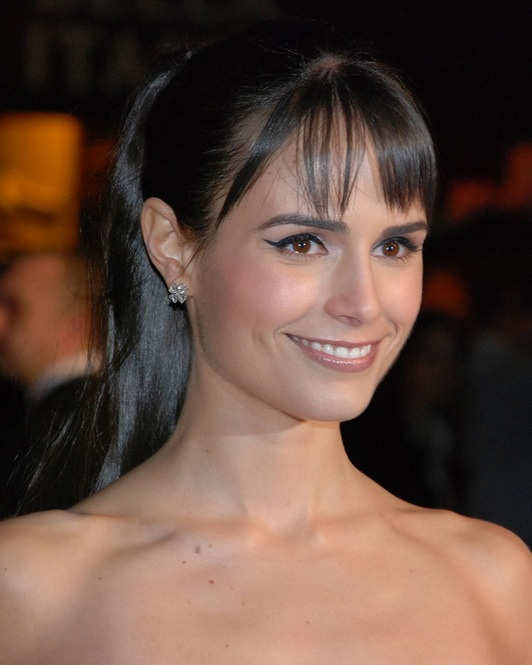
A Halálos iram 2009-es premierén

| Év   | Magyar cím                                | Eredeti cím                                | Szerep          | Magyar hang        | Rendező            |
| ---- | ----------------------------------------- | ------------------------------------------ | --------------- | ------------------ | ------------------ |
| 1998 | Faculty – Az invázium                     | Faculty                                    | Delilah Profitt | Somlai Edina       | Robert Rodríguez   |
| 2001 | Láthatatlan cirkusz                       | The Invisible Circus                       | Phoebe          | Bogdányi Titanilla | Adam Brooks        |
| 2001 | Halálos iramban                           | The Fast and the Furious                   | Mia Toretto     | Juhász Réka        | Rob Cohen          |
| 2004 | D.E.B.S. – Kémcsajok                      | D.E.B.S.                                   | Lucy Diamond    | Pálfi Kata         | Angela Robinson    |
| 2005 | Áldatlan állapotok                        | Nearing Grace                              | Grace Chance    |                    | Rick Rosenthal     |
| 2006 | Annapolis – Ahol a hősök születnek        | Annapolis                                  | Ali Halloway    | Ruttkay Laura      | Justin Lin (1)     |
| 2006 | A texasi láncfűrészes mészárlás: A kezdet | The Texas Chainsaw Massacre: The Beginning | Chrissie        | Bogdányi Titanilla | Jonathan Liebesman |
| 2009 | Halálos iram                              | Fast and Furious                           | Mia Toretto     | Ruttkay Laura      | Justin Lin (2)     |
| 2011 | Halálos iramban: Ötödik sebesség          | Fast and Furious 5                         | Mia Toretto     | Szávai Viktória    | Justin Lin (3)     |
| 2013 | Halálos iramban 6.                        | Fast and Furious 6                         | Mia Toretto     | Szávai Viktória    | Justin Lin (4)     |
| 2014 | Amerikai balhé                            | American Heist                             | Emily           |                    | Sarik Andreasyan   |
| 2015 | Otthon, édes pokol                        | Home Sweet Hell                            | Dusty           | Nemes Takách Kata  | Anthony Burns      |
| 2015 | Halálos iramban 7.                        | Fast and Furious                           | Mia Toretto     | Szávai Viktória    | James Wan          |
| 2019 |                                           | Random Acts of Violence                    | Kathy           |                    | Jay Baruchel       |
| 2020 |                                           | Hooking Up                                 | Tanya           |                    | Nico Raineau       |
| 2021 | Halálos iramban 9.                        | F9                                         | Mia Toretto     | Ruttkay Laura      | Justin Lin (5)     |
| 2021 |                                           | On Our Way                                 | Ruby Richardson |                    | Sophie Lane Curtis |
| 2022 | Joseph Chambers becsülete                 | The Integrity of Joseph Chambers           | Tess            | Mezei Kitty        | Robert Machoian    |
| 2022 |                                           | Who Invited Charlie?                       | Rosie           |                    | Xavier Manrique    |
| 2023 | Halálos iramban 10.                       | Fast X                                     | Mia Toretto     | Ruttkay Laura      | Louis Leterrier    |
| 2023 | Szimuláns                                 | Simulant                                   | Faye            | Sánta Annamária    | April Mullen       |

### Televízió
| Év        | Magyar cím                        | Eredeti cím          | Szerep                                | Megjegyzések                                              |
| --------- | --------------------------------- | -------------------- | ------------------------------------- | --------------------------------------------------------- |
| 1995      |                                   | All My Children      | Anita Santos                          | 1 epizód                                                  |
| 1995–2001 |                                   | As the World Turns   | Nikki Munson                          | állandó szereplő (120 epizód)                             |
| 1999      | A ’60-as évek                     | The '60s             | Sarah Weinstock                       | minisorozat                                               |
| 2007      |                                   | Mr. and Mrs. Smith   | Jane Smith                            | leadatlan próbaepizód                                     |
| 2008–2009 | Chuck                             | Chuck                | Jill Roberts                          | 4 epizód                                                  |
| 2010      | Sötét zsaruk                      | Dark Blue            | Maria                                 | 3 epizód                                                  |
| 2010      |                                   | Gigantic             | celeb                                 | 2 epizód                                                  |
| 2012–2014 | Dallas                            | Dallas               | Elena Ramos                           | főszereplő (40 epizód)                                    |
| 2013      | Leendő divatdiktátorok (A kifutó) | Project Runway       | önmaga (meghívott zsűritag)           | 1 epizód                                                  |
| 2016      | American Crime Story              | American Crime Story | Denise Brown                          | visszatérő szereplő (5 epizód)                            |
| 2016      | Titkok és hazugságok              | Secrets and Lies     | Kate Warner                           | főszereplő (10 epizód)                                    |
| 2016      | Robotcsirke                       | Robot Chicken        | Molly McIntire / Cindy Brady (hangja) | 1 epizód                                                  |
| 2016–2018 | Halálos fegyver                   | Lethal Weapon        | Dr. Maureen Cahill                    | - főszereplő (33 epizód) - magyar hangja: - Huszárik Kata |
| 2019      | Magnum                            | Magnum P.I.          | Hannah                                | 2 epizód                                                  |
| 2021      |                                   | The Other Two        | önmaga                                | 1 epizód                                                  |
| 2022      |                                   | That's My Jam        | önmaga                                | 1 epizód                                                  |
| 2023      | Újoncok: FBI                      | The Rookie: Feds     | Vampire Cop szereplő                  | 1 epizód                                                  |
| 2023      |                                   | Neon                 | Gina                                  | 3 epizód                                                  |

## Fordítás
- Ez a szócikk részben vagy egészben  a   Jordana Brewster című angol Wikipédia-szócikk fordításán alapul.  Az eredeti cikk szerkesztőit annak laptörténete sorolja fel. Ez a jelzés csupán a megfogalmazás eredetét és a szerzői jogokat jelzi, nem szolgál a cikkben szereplő információk forrásmegjelöléseként.